# Zoo d'Augsbourg
Le zoo d'Augsbourg est un parc zoologique bavarois situé à Augsbourg, capitale du district de Souabe. Il s'est spécialisé dans les animaux de zoo typiques comme les éléphants d'Asie, les rhinocéros, les lions et les chimpanzés. À la suite de plusieurs décès, la détention de girafes a été abandonnée en 2015. Avec une superficie de 3 hectares, le « panorama d'Afrique » est un des plus grands enclos pour les animaux de savane.
Le zoo se trouve dans le sud-est d'Augsbourg, en lisière du Siebentischwald (de), aire de récréation et réserve d'eau potable. Avec plus de 600 000 visiteurs annuels, il constitue la première destination touristique du district de Souabe.